# Музыковедение
Музыкове́дение, музыкозна́ние — наука, изучающая музыку как особую форму художественного освоения мира в её конкретной социально-исторической обусловленности, отношении к другим видам художественной деятельности и духовной культуре общества в целом, а также с точки зрения её специфических особенностей и внутренних закономерностей, которыми определяется своеобразный характер отражения в ней действительности. Является одной из областей искусствознания.
В структуру музыковедения входит ряд взаимосвязанных дисциплин исторического (всеобщая история музыки, музыкальная история отдельных национальных культур или их групп, история видов и жанров и т. д.) и теоретического (гармония, полифония, ритмика, метрика, мелодика, инструментовка) направлений, музыкальная фольклористика, музыкальная социология, музыкальная эстетика, а также смежные науки (музыкальная акустика, инструментоведение, нотография и др.).
Музыковедение включает в себя следующие отрасли:
- теория музыки
- история музыки
- социология музыки
- философия музыки (также раздел эстетики)
- музыкально-теоретические системы
- эстетика музыкальная
- музыкальная этнография
- музыкальная критика
- музыкальная акустика
- музыкальная психология
- музыкальная текстология
- музыкальная фольклористика
- либреттология

## Музыковедческие журналы
- Opera Musicologica (СПбГК им.Н.А.Римского-Корсакова)
- Научный вестник Московской Консерватории
- Временник Зубовского института(РИИИ)
- Искусство музыки. Теория и история (ГИИ)
- 19th-Century Music
- Acta Musicologica